# Bộ Quốc phòng Nga
Bộ Quốc phòng Liên bang Nga (tiếng Nga: Министерство обороны Российской Федерации, Минобороны России, viết tắt không chính thức là МО, МО РФ hoặc Minoboron) là cơ quan lãnh đạo, điều hành, quản lý hoạt động của Lực lượng Vũ trang Liên bang Nga.
Tổng thống Nga là Tổng Tư lệnh các Lực lượng Vũ trang Liên bang Nga và nắm quyền chỉ đạo mọi hoạt động của Bộ. Bộ trưởng Quốc phòng thực hiện các quyền hành chính và điều hành hoạt động của các lực lượng.
Trụ sở của Bộ được xây dựng từ những năm 1940 trên quảng trường Arbatskaya, gần phố Arbat. Các tòa nhà khác của Bộ nằm ở khắp thủ đô Moskva.
Bộ trưởng Quốc phòng đương nhiệm là Andrey Removich Belousov.
Military Thought  là tạp chí lý luận - quân sự, Krasnaya Zvezda là nhật báo hàng ngày của Bộ.

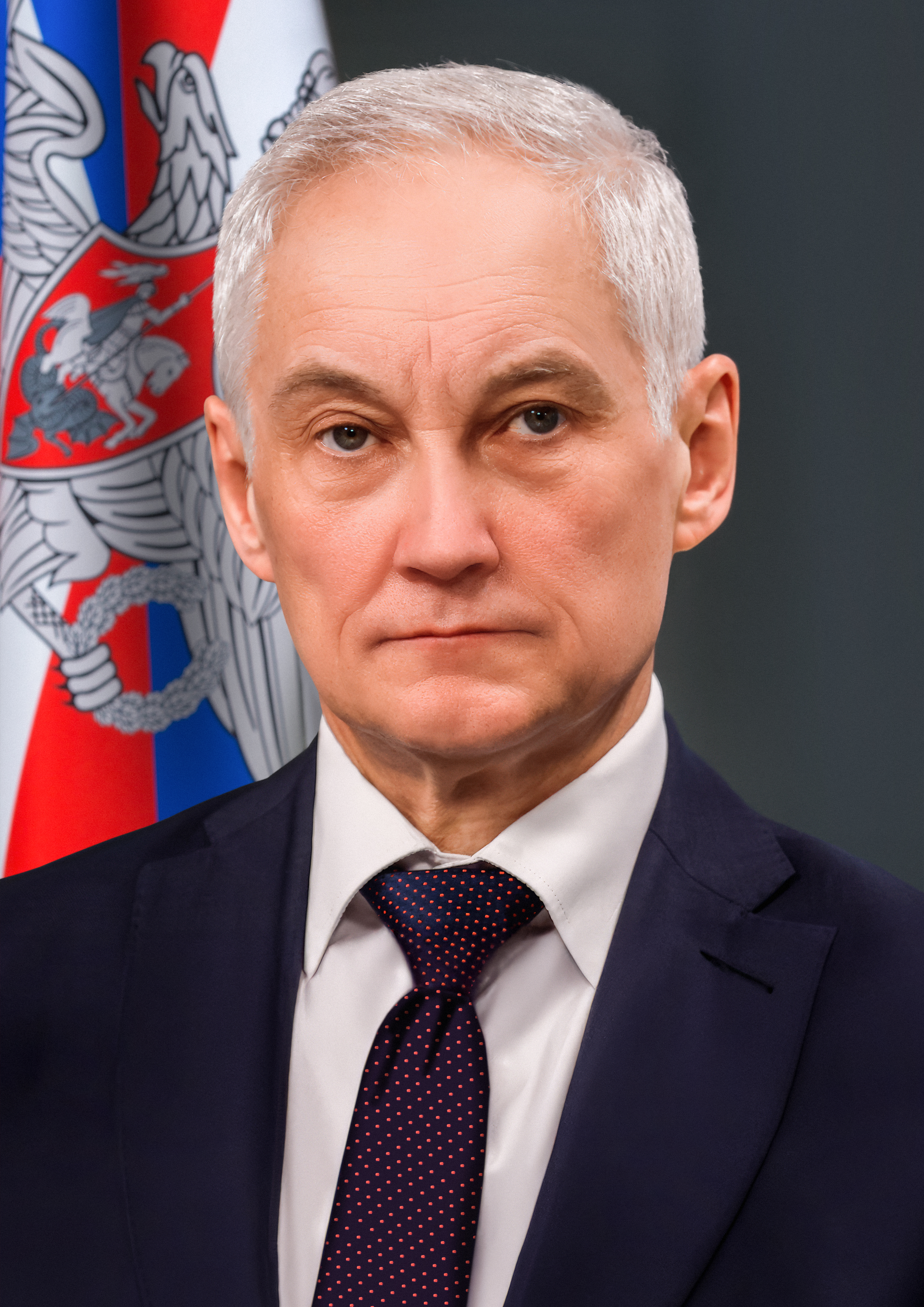
Bộ trưởng Bộ quốc phòng đương nhiệm Andrey Removich Belousov.

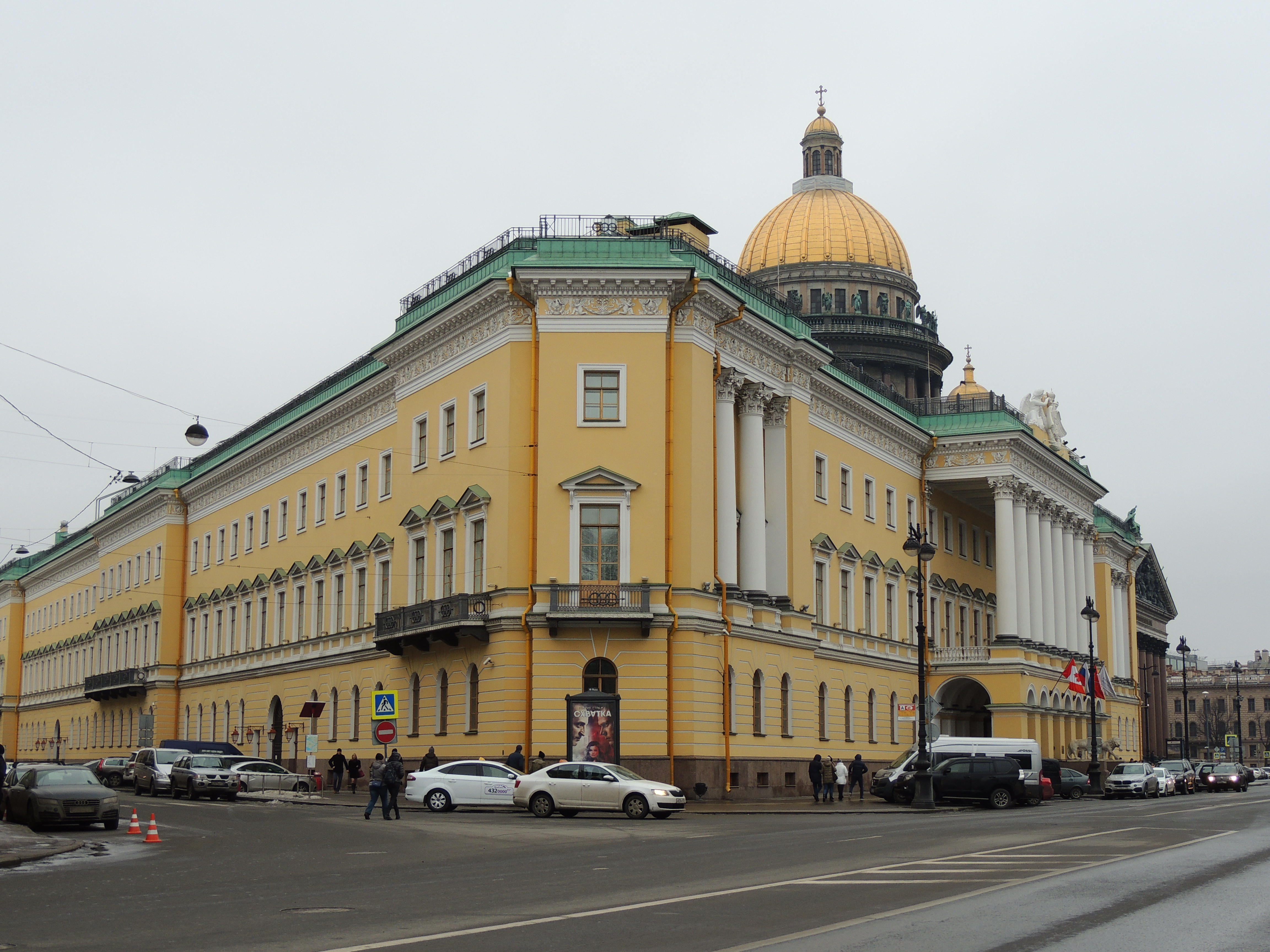
Cung điện Lobanov-Rostovsky – trụ sở cũ của Bộ

## Tổ chức
Bộ Quốc phòng được quản lý bởi 1 Hội đồng do Bộ trưởng Quốc phòng làm Chủ tịch bao gồm Thứ trưởng Quốc phòng, Thủ trưởng các Cơ quan và Bộ Tổng tham mưu, Tư lệnh Bộ Tư lệnh tác chiến thống nhất, Tư lệnh Quân khu, lãnh đạo 3 cục, 3 ngành - đóng vai trò tham mưu, cố vấn chính cho Bộ trưởng Quốc phòng.

### Bộ trưởng Quốc phòng[2]
- Andrey Belousov (từ 05/2024) - Ủy viên Hội đồng Nhà nước đương nhiệm hạng nhất Liên bang Nga, nguyên Phó thủ tướng thứ nhất (2020 – 2024)

### Thứ trưởng thứ nhất Bộ Quốc phòng
- Valery Gerasimov (từ 11/2012) - Đại tướng, Tổng tham mưu trưởng
- Leonid Gornin (từ 06/2024) - Ủy viên Hội đồng Nhà nước đương nhiệm hạng nhất Liên bang Nga

### Thứ trưởng Bộ Quốc phòng
- Viktor Petrovich Goremykin (từ 07/2022) - Thượng tướng, Tổng cục trưởng Tổng cục Chính trị quân sự
- Oleg Genrikhovich Savelyev  (từ 06/2024) - Ủy viên Hội đồng Nhà nước đương nhiệm hạng nhất Liên bang Nga, Chánh văn phòng
- Yunus-bek Yevkurov (từ 07/2019) - Thượng tướng, Anh hùng Liên bang Nga
- Aleksey Yuryevich Krivoruchko (từ 06/2018) - Ủy viên Hội đồng Nhà nước đương nhiệm hạng nhất Liên bang Nga, Đặc trách hỗ trợ kỹ thuật - quân sự cho lực lượng vũ trang
- Pavel Mikhailovich Fradkov (từ 06/2024) - Ủy viên Hội đồng Nhà nước đương nhiệm hạng nhất Liên bang Nga, Đặc trách quản lý tài sản, tài nguyên đất đai, xây dựng cơ sở vật chất cho lực lượng vũ trang
- Andrey Mikhailovich Bulyga (từ 03/2024) - Trung tướng, Đặc trách hậu cần
- Aleksandr Vasilyevich Fomin (từ 01/2017) - Thượng tướng, Đặc trách đối ngoại
- Anna Evgenievna Tsivileva (nữ, từ 06/2024)

### Các cơ quan trực thuộc Bộ Quốc phòng (công khai):[2]
- Cục Thông tin & Báo chí
- Cục Huấn luyện thể chất
- Cục Thanh tra, Kiểm toán, Tài chính
- Cục Quân y
- State Order Placement Department
- Property Relations Department
- Expert Center of the MOD Staff
- MOD Administration Directorate
- MOD State Defence Order Facilitation Department
- MOD Department of the State Customer for Capital Construction
- MOD State Architectural-Construction Oversight Department
- MOD Sanatoria-resort Support Department
- MOD Housekeeping Directorate
- MOD State Review/Study Group
- MOD Educational Department
- MOD Legal Department
- MOD Organizational-inspection Department
- MOD Personnel Inspectorate
- MOD Military Inspectorate
- MOD State Technical Oversight Directorate
- MOD Aviation Flight Safety Service
- MOD Nuclear and Radiation Safety Oversight Directorate
- MOD Autotransport Directorate
- MOD Staff Protocol Department
- MOD Armed Force Weapons Turnover Oversight Service
- MOD Main Military Police Directorate